# (38603) 1999 XO242
1999 XO242 (asteroide 38603) é um asteroide da cintura principal. Possui uma excentricidade de 0.11142960 e uma inclinação de 14.50479º.
Este asteroide foi descoberto no dia 13 de dezembro de 1999 por CSS em Catalina.